# Liebigkühler

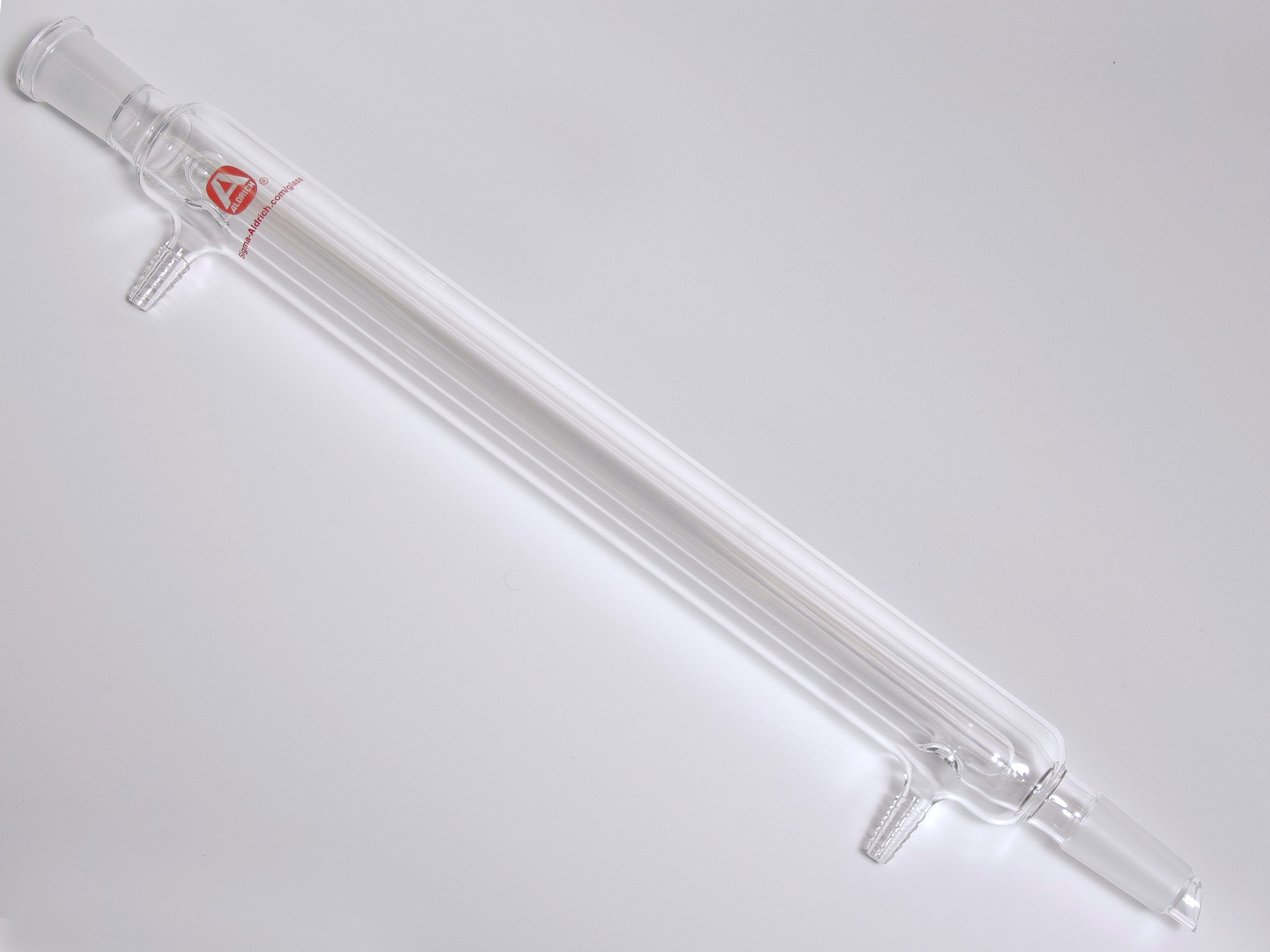
Liebigkühler

Der Liebigkühler ist ein Laborkühler, der Dämpfe zum Kondensieren bringt und in einem Röhrchen weiterleitet. Erfinder des Liebigkühlers ist nicht – wie der Name vermuten lässt – Justus Liebig; der Kühler wurde schon vor Liebig verwendet. Allerdings hat Liebig ihn populär gemacht.

## Aufbau und Funktionsweise
Der Liebigkühler, typisch aus klarem Glas, besteht im Kern aus einem geraden, durchgängigen, an beiden Enden offenen Innenrohr. Auf einem großen, mittleren Teil seiner Länge wird es koaxial umhüllt von einem Außenrohr von zumindest doppeltem Außendurchmesser, das an seinen Enden Schlauchanschlüsse angebaut hat und an das Innenrohr angedichtet ist. 
Zwischen innerem und äußerem Rohr fließt typisch Wasser als Kühlmittel, im inneren Rohr befindet sich Gas mit kondensierbaren Dämpfen, etwa von Alkohol. Ist nun das Wasser ausreichend kalt, wird das Innenrohr auch an seiner Innenseite so kalt, dass hier Alkoholdampf zu Flüssigkeit kondensiert. Im Allgemeinen wird aus einem Gasstrom flüssiges Destillat abgeschieden.
Destillat ist dichter als Dampf und rinnt daher getrieben von der Schwerkraft abwärts.
Der Liebigkühler kann vertikal bis relativ flach geneigt orientiert eingesetzt werden, da das geradlinige Innenrohr auch bei geringem Gefälle den Abfluss des Destillats gewährleistet.
Wird Dampf am unteren Ende des Kühlers eingeleitet, fließt das Destillat zurück in das Gefäß aus dem der Dampf stammt. Durch diese Rückflusskühlung wird das Entweichen der Stoffe des Destillats durch das oben offene Ende des Kühlers verhindert.
Wird der Dampf jedoch am oberen Ende des Kühlers eingeleitet strömt der Dampf abwärts, sein Kondensat fließt am unteren (offenen) Ende des Kühlers ab und kann in einer Vorlage aufgefangen werden.

## Anwendung
Liebigkühler werden im Labor vor allem für die Destillation von Flüssigkeiten, auch im Hochvakuum, verwendet. Zur Destillation von Flüssigkeiten mit niedrigen Siedepunkten, wie beispielsweise Diethylether, ist der Liebigkühler aufgrund seiner relativ kleinen Kühlfläche weniger gut geeignet: Man verwendet dann Intensivkühler.